# Marala (Schiff)
Die Marala ist eine Luxusyacht, die 1931 auf der Werft Camper & Nicholsons gebaut wurde. Im Zweiten Weltkrieg war sie 1945 als HMS Evadne an der Versenkung des deutschen Unterseeboots U 300 beteiligt.

## Geschichte

### MotoryachtEvadne
Die Yacht wurde von Charles Ernest Nicholson entworfen und lief im Februar 1931 bei Camper & Nicholsons in Southampton als Baunummer 388 vom Stapel. Auftraggeber war der Industrielle (Napier & Son) Montague Napier. Da Napier im Januar 1931 im Alter von 60 Jahren verstarb, blieb 388 das einzige ungetaufte Schiff in der langjährigen Werftgeschichte. Nicholson konnte Charles Richard Fairey (1887–1956), der 1915 die Fairey-Flugzeugwerke gegründet hatte, als Käufer der Motoryacht gewinnen. Nach einer Tochter Poseidons erhielt sie den Namen Evadne. Da Amelia Earhart nach ihrem Transatlantikflug 1932 ihren Zielort in Frankreich nicht erreicht hatte, brachte die Yacht Earhart 1932 nach Cherbourg. Fünf Jahre später war während der Krönungsregatta der norwegische Kronprinz Olav Gast an Bord des Schiffs.

### HMSEvadne

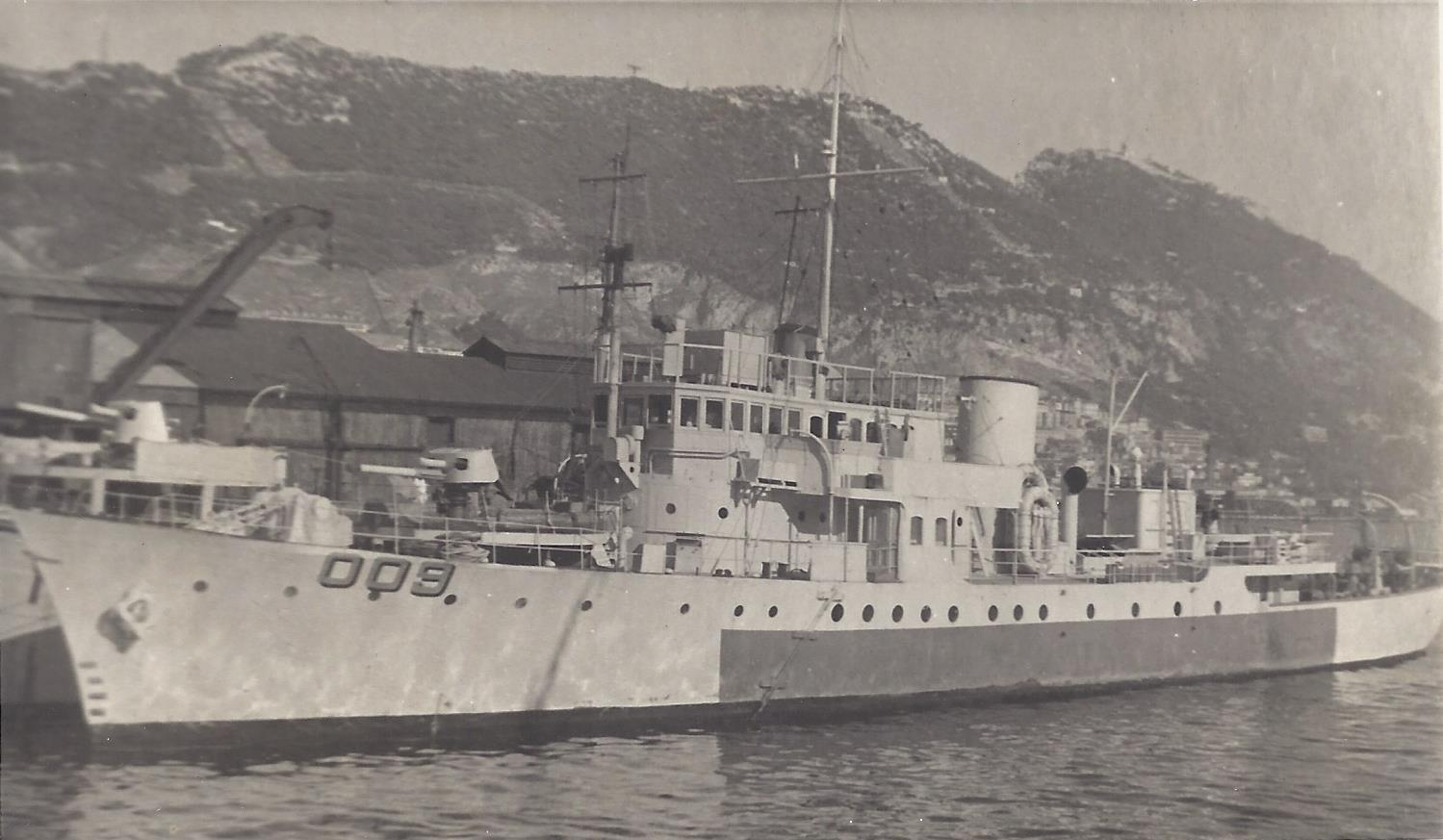
HMS Evadne in Gibraltar (1945)

Bei Ausbruch des Zweiten Weltkriegs stellte Fairey seine Yacht der Royal Navy unentgeltlich zur Verfügung. Das Schiff wurde umgebaut und erhielt ein 10,2-cm-Schiffsgeschütz, ein QF 2-Pfünder-Marinegeschütz (4 cm) zur Flugabwehr sowie zwei Wasserbomben-Werfer zur Bekämpfung von Unterseebooten.
Die armierte Yacht HMS Evadne (FY009) diente in der Irischen See. Nach einer Zuweisung zur Geleitgruppe der Highlander wurde sie auf den Bermudas und zuletzt in Gibraltar stationiert.

### Zapala,Gaviota IVundMarala
Fairey erhielt die Yacht im Oktober 1945 zurück und verkaufte sie sechs Jahre später an R. J. Reynolds Jr. Dieser gab ihr den Namen Zapala, nach der Insel Sapelo (spanisch Zapala). Zwei Jahre später wurde der Mäzen Arturo López Willshaw Eigner, des Schiffs, das er Gaviota IV taufte. Namensgeber war die Möwe (Gaviota). Seine Familie war mt dem Guanoexport aus Chile zu einem Vermögen gekommen. López ließ die Motoryacht durch den französischen Designer Georges Geffroy (1905–1971) umgestalten. Zu den Gästen gehörte Salvador Dalí.
Nach dem Tod von im Jahr 1962 erwarb Robert de Balkany das Schiff, das er nach seinen beiden Töchtern Marina und Alexandra in Marala umbenannte. Er vercharterte diese unter anderem an Frank Sinatra. Zu den Gästen an Bord gehörten König Juan Carlos und Alexandra von Kent. Heimathafen, der in Panama registrierten Yacht, war Piräus in Griechenland. Zu den regelmäßigen Reisezielen gehörten Venedig und die Küste Südfrankreichs. Balkany hatte das Konzept amerikanischer Shopping-Malls erfolgreich nach Frankreich übertragen.
Im Spielfilm The Cat’s Meow von 2001 wurde die Yacht Oneida des Medien-Tycoons William Randolph Hearst durch die Marala dargestellt.

### Umbau
Unter ihren Eignern und der Royal Navy erfuhr die Motoryacht eine Reihe von Umbauten. In den Jahren 2017/2018 und 2019/2020 wurde die Marala in zwei Phasen in Malta und bei der Pendennis-Werft in Falmouth umfassend überholt und umgebaut. Das klassische Yachtdesign von Nicholson wurde wiederhergestellt. Die Innengestaltung erfuhr durch einen englischen Yachtdesigner eine Modernisierung im Stil des Art déco. Anders als geplant wurde die Passagierkapazität nicht erhöht. Als Antrieb dienen weiterhin ihre MAN-Schiffsdieselmotore von 1931.

### Eigner

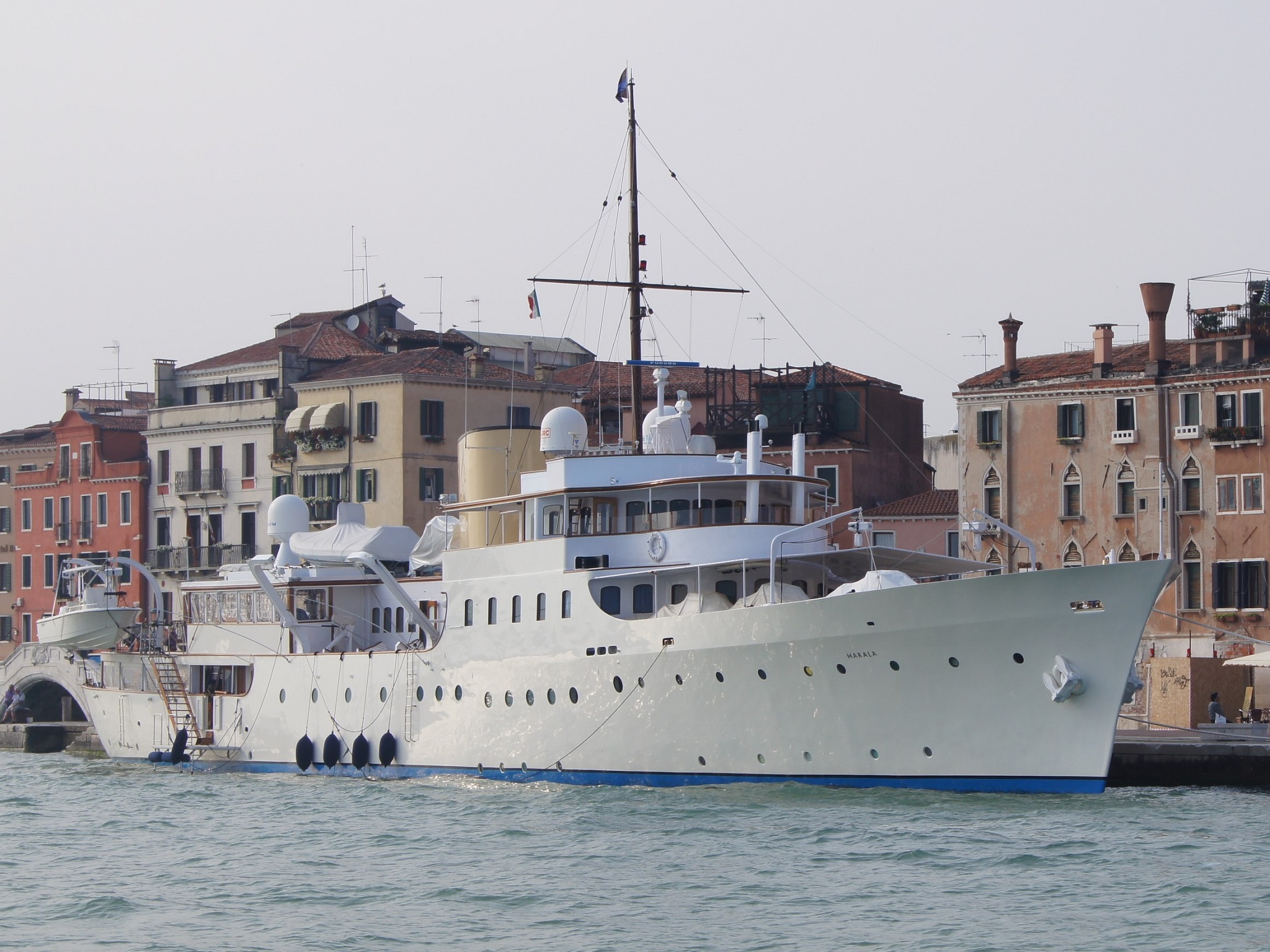
Die Marala in Venedig (2012)

- Charles Richard Fairey (1887–1956), 1931–1951
- R. J. Reynolds Jr. (1906–1964), 1951–1953
- Arturo López Willshaw (1900–1962), 1953–1962
- Robert Zellinger de Balkany (1931–2015, verh. I. mit Maria Gabriella von Savoyen), 1962–2015
- N. N., seit 2015

## Rezeption
Über die Einsätze im Zweiten Weltkrieg verfassten ihr Kommandant Harold Taylor und der US-amerikanische Kriegsfreiwillige Alex Cherry von der RNVR jeweils ein Buch.